# Quo Vadis (roman)

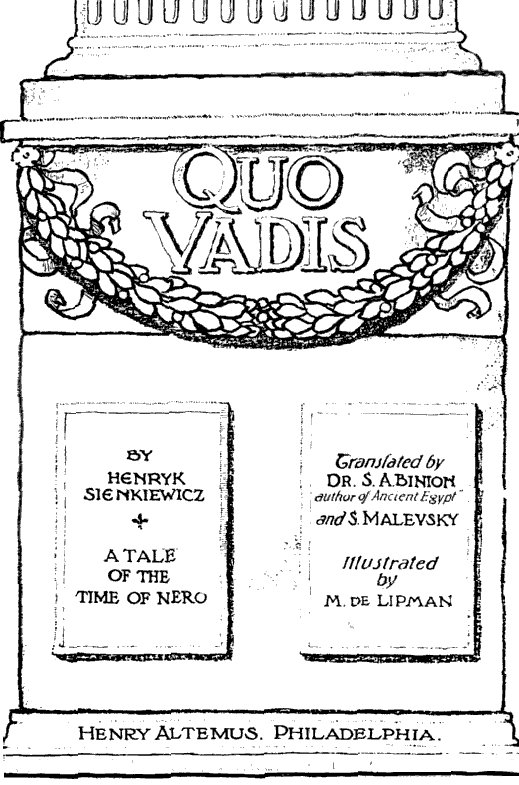
Quo Vadis (1897)

Quo vadis: Een verhaal uit de tijd van Nero is een roman van de Poolse schrijver Henryk Sienkiewicz uit 1895. Het wordt beschouwd als zijn magnum opus en is vertaald in meer dan vijftig talen. Sienkiewicz deed uitputtend vooronderzoek om de geschiedkundige feiten correct te krijgen.
De Latijnse vraag Quo vadis? ("Waar ga je heen?" of meer poëtisch: "Waarheen gaat gij?") in de titel werd volgens de christelijke traditie aan de opgestane Jezus gesteld door Petrus, toen de laatste uit Rome vluchtte om te ontsnappen aan de christenvervolging onder de Romeinse keizer Nero in de 1e eeuw van onze jaartelling. Deze scène komt voor in het boek.
De (onmogelijke) liefde tussen de Romein Marcus en de christelijke vrouw Ligia vormt het decor voor het verhaal van de ontwikkeling van het vroege christendom onder Nero. Nero zelf speelt een belangrijke rol, maar ook zijn vrouw Poppaea Sabina, de commandant van de pretoriaanse garde Tigellinus en Petronius zijn als historische figuren in het verhaal verweven.
Het boek is meermaals bewerkt en uitgevoerd op toneel en in films. Een bewerking door Hugh Stanislaus Stange ging in première in het New York Theatre op Broadway op 9 april 1900. De bekendste verfilming is de Hollywood-productie Quo Vadis door Mervyn LeRoy uit 1951.